# Tinodes parvulus
Tinodes parvulus is een schietmot uit de familie Psychomyiidae. De soort komt voor in het Nearctisch gebied.